# 佐久間乃愛
佐久間 乃愛（さくま のあ、2000年12月28日 - ）は、日本のファッションモデル。千葉県出身。エイベックス・マネジメント所属。

## 略歴
エイベックスが主催する中学生までのキッズのための総合エンタメコンテスト「キラチャレ2012」のモデル部門に応募し、「ニコ☆プチ賞」を受賞。ニコ☆プチ専属モデル（プチモ）となる。その後は、地区大会のゲストモデルを務めるなど出演者としてキラチャレをサポートする。2014年4月のプチコレでプチモを卒業する。
2015年3月より、Eテレのバラエティ番組「すイエんサー」に「すイエんサーガールズ」として出演。初出演の放送では、すイエんサーガールズ12人による超高速の長なわとびに参加した。
女性向け動画メディア「C CHANNEL」、Seventeen公式アプリ「ST channel」およびオーディションアプリ「mysta」の共催で行われたインフルエンサー発掘プロジェクトで「C CHANNEL賞」と「STchannel賞」を同時受賞する。その後は、「C CHANNEL」および「STchannel」で情報発信を続けている。

## 人物
- 「ゆかたクイーンコンテスト2017」の審査員特別賞に選ばれる。幼少期は祖母に浴衣を着付けてもらっていた[15][16]。
- 岩手県で行われた児童、学生向け科学イベントにすイエんサーガールズとして出演したことがある[17]。

## 出演

### バラエティ
- すイエんサー（2015年3月31日 - 2023年3月27日、NHK Eテレ） - すイエんサーガールズ[10][18]

### テレビドラマ
- 恋の病と野郎組 第3話（2019年8月、BS日テレ）[19]

### MV
- aoiro 「灰色スニーカー」（2019年）[20]

### イベント
- GirlsAward 2016 A/W（2016年10月8日、国立代々木競技場第一体育館）[21][22]

### 広告
- ABCマート ファッション情報メディア「DOOR」 - レポーター[23]

## 書籍

### 雑誌
- ニコ☆プチ（2013年 - 2014年6月号、新潮社） - 専属モデル[4][24]